# 菊森淳文
菊森 淳文（きくもり あつふみ、1955年1月9日 - ）は、2015年現在、公益財団法人ながさき地域政策研究所研究所長（同ながさき離島研究センター長・長崎県地球温暖化防止活動推進センター長も兼任）。

## 来歴
- 三重県出身[2][3]、大阪教育大学附属高等学校卒業[5]
- 1978年、東京大学法学部卒業、三井銀行（現・三井住友銀行）入行[3]
  - 1981年 - 1983年、シカゴ大学経営大学院（MBA経営学修士）[3]
  - 1983年 - 1985年、調査部（金融・経済エコノミスト）[3]
  - 1985年 - 1995年、証券部・資本市場企画部・資金証券企画部等[3]
  - 1996年 - 1999年、資金証券企画部市場リスク管理室（企画グループ長）他[3]
- 1999年 - 2001年、さくら総合研究所上席主任研究員（金融クラスター長）[3]
- 2001年4月 - 、日本総合研究所調査部経済社会政策研究センター主席研究員[3]
- 2002年10月 - 、長崎へ[6]。長崎地域政策研究所調査研究部長を兼任[3]
- 2004年6月 - 、長崎県産業振興財団理事[3]
- 2004年10月 - 、ながさき地域政策研究所常務理事兼調査研究部長[3]
- 2005年5月 - 、長崎県土地開発公社理事を兼任[3]
- 2009年4月 - 、長崎県地球温暖化防止推進センター長（環境省）を兼務[3]

この他、経済産業省「21世紀社会経済システム研究会」座長、日本総合研究所客員研究員などを歴任した。

## 講師
- 2001年4月、京都大学大学院及び信州大学非常勤講師（経済学部）[3]
- 2004年6月、長崎県立大学兼任講師[3]
- 2007年10月、長崎大学大学院兼任講師（経営戦略論）[3]

## 所属学会
- 日本ホスピタリティ・マネジメント学会（理事）[3][7]
- 日本ベンチャー学会[3]

## 資格
- 証券アナリスト協会検定会員[3]
- 中小企業診断士[3]
- システムアドミニストレータ[3]

## 出演
- ラジオ朝刊 おはようラジオ!（長崎放送） - 水曜コメンテーター[8]

## 受賞
- 内閣府「地方発の経済建て直し」政策コンペ優秀賞[7]
- 中小企業庁長官賞（1995年）[9]
- 清水晶記念マーケティング論文賞（1996年）[7][9]

## 著書
- 「中小企業の転・廃業マニュアル」（共著・中小企業診断協会）[9]
- 「理容・美容サロンが変わる」（日刊工業新聞社、1999年12月）[9]
- 「学習する会社のナレッジ・コラボレーション」（かんき出版、2001年5月）（協力＝慶応大学竹中平蔵教授）[3]
- 「竹中平蔵の日本が生きる経済学」（ぎょうせい、共著・対談、2001年）[3]
- 「革新の経営力―工務店はサービス業だ、成長する建設会社の秘訣を探る」（建築資料研究社、2002年3月）[3][9]
- 「戦略経営ハンドブック」（中央経済社、共著、2003年）[3]
- 「コンサルテイング・イノベーション」（中小企業診断協会、共著、2004年）[3]
- 「鯨と生きるー長崎の鯨商日野浩二の人生」（長崎文献社、共著、2005年）[3]
- 「こうすれば地域再生できる」（長崎新聞新書、2007年）[3]